# Лавело (Потенца)
Лавело (итал. Lavello) је насеље у Италији у округу Потенца, региону Базиликата.
Према процени из 2011. у насељу је живело 13086 становника. Насеље се налази на надморској висини од 319 м.

## Становништво
| 1951.  | 1961.  | 1971.  | 1981.  | 1991.  | 2001.  | 2011.  |
| ------ | ------ | ------ | ------ | ------ | ------ | ------ |
| 14.785 | 13.745 | 11.830 | 13.087 | 13.215 | 13.247 | 13.590 |